# Dollar (spel)
Dollar är ett datorspel baserat på Liza Marklunds böcker om Annika Bengtzon. Dollar släpptes i september 2006 av Pan Vision.

## Handling
En ung välkänd arvtagerska hittas mördad på ett fashionabelt hotell i Stockholm. Det finns inga direkta misstänkta och det är nu spelarens uppgift att hitta mördaren. Man spelar som en spaningsledare och jagar en mördare via neddykningar i Stockholms undre värld men också i stadens mer exklusiva miljöer. Du måste använda dig av finkänslighet, list och skarpsinne för att lösa fallet. I kampen mot klockan får man hjälp av Annika Bengtzon, som ger spelaren ledtrådar och tips.